# Михайло Козинський
Михайло (Михно) Тихнович Козинський (пом. 1568) — урядник Великого князівства Литовського. Представник роду Козинських власного гербу, брат фундаторки Почаївського монастиря Ганни Гостської.

## Життєпис
Батько — Тихно, брат Олехно Козинський, сестра — Ганна, у шлюбі Гостська.
Дідич Боришківців. Мав посади: володимирський городничий 1561, підстароста 1562, волинський каштелян: перший з моменту утворення Волинського воєводства (у 1566—1568 роках).. Експортер збіжжя: у 1557 році продав 80 лаштів, у 1558 — 15 лаштів
Дружина — княжна Марія Гольшанська, донька князя Юрія Гольшанського-Дубровицького та його другої дружини, княжни Марії Андріївни Сангушківни. Її першим чоловіком був Андрій Монтовтович, син крем'янецького старости Якуба Монтовтовича), Михайло Козинський — другим, третім став князь Андрій Курбський. Діти:
- Олексій, помер рано, дружина Ядвіга Трещанка,
- Варвара — дружина князів Миколи Ярославовича Головчинського, Юрія Збаразького, також ковельського старости, радомського каштеляна Анджея Фірлея; мати сенатора, регіментара Анджея Фірлея.